# Rojo, la película
Rojo, la película es una película chilena de comedia musical basada en el popular programa televisivo buscatalentos Rojo, Fama Contrafama de TVN. Fue dirigida por Nicolás Acuña y producida por Marcelo Ferrari.
El filme sigue la trayectoria de ocho jóvenes participantes de Rojo y los desafíos de la competencia; el elenco de artistas incluye a los más famosos participantes del programa, que se interpretan a sí mismos, pero que también reflejan la otra cara de la juventud en Chile, hacinada en la droga y en los vicios, las suplantaciones de identidad y el amor adolescente. Rojo, la película su grabación fue entre marzo y abril de 2006 y se lanzó oficialmente en julio de 2006 y fue un éxito de taquilla inmediatamente.[cita requerida]

## Sinopsis
La historia se centra en cinco propósitos, un chico llegado de Puerto Montt para cumplir su sueño en la música (Mario Guerrero), un bailarín universitario que se deja tentar por los excesos de la fama (Christian Ocaranza), una esforzada joven que trabaja en una lavandería industrial para mantener a su aprovechadora madre (Monserrat Bustamante) y su compañera que no es apoyada en su sueño por su padre (Yamna Lobos), una joven que se hace pasar por la hija de su empleada doméstica y con otro nombre para ser cantante (Daniela Castillo), una jovencita hija de un matrimonio de feriantes (María José Quintanilla) y su amigo y primer amor (Rodrigo Díaz). 
Narrada como un drama coral, conmovedora y polémica a la vez. 

## Debut y récord histórico de taquilla
La película tuvo su estreno oficial en el Cine Pedro de Valdivia. Protagonizada por los cantantes y bailarines salidos del programa buscatalentos de TVN, fue vista por 8.800 espectadores, convirtiéndose así en un récord para el cine chileno, superando a otras exitosas cintas nacionales.
La producción se situó por arriba de los estándares que habían sentado a la película Sexo con amor, con 6.827 espectadores en su estreno, Machuca, con 6.814, y SubTerra, con 6.047 espectadores. El resultado, además, tiene el aliciente de que le correspondió competir con un importante estreno internacional de Superman Returns.
En provincia, incluso, llegó a duplicar en algunas localidades a los otros estrenos, según datos de la Cámara de Comercio Cinematográfico.

## Crítica
Antes de su estreno oficial ya habían comenzado a aparecer las primeras críticas. La primera de ellas vino del panelista de programa de farándula SQP, Ítalo Passalacqua, que definió el tráiler de la cinta como "rasca y de mala factura". El productor ejecutivo del largometraje, Marcelo Ferrari, señaló al sitio web www.terra.cl: "Dar una opinión, sea positiva o negativa, sin haber visto antes la película, es muy poco serio. Está hablando en el aire. Yo lo invito a que se calme, que espere el estreno. Y luego de verla, que emita sus juicios de valor. Antes no tienen sentido. Te aseguro que dejaremos a muchos 'Ítalos' con la boca cerrada. Esa gente sólo se mueve de prejuicios".
De acuerdo al director de Subterra, "(Rojo) es una cinta muy fina, muy elegante. Tiene un peso dramático y cinematográfico muy fuerte y además una increíble banda sonora". "Recuerdo que uno de los mayores prejuicios, antes que comenzara a filmarse, era el hecho que los chicos no eran actores. Ahora y durante el trabajo de post producción nos dimos cuenta que hay increíbles talentos", añadió.

## Reparto
- Mario Guerrero - Antonio Martínez
- Monserrat Bustamante (Mon Laferte) - Belén Gutiérrez Andrade
- Cristián Ocaranza - Samuel Tristán
- Yamna Lobos - Jimena Fuentes
- Nelson Pacheco - Felipe Sepúlveda
- Daniela Castillo - Mariana Acevedo Larraín / Marisa Sánchez
- Tiago Correa - Jorge "Coke" Carrasco
- María José Quintanilla - Carmen "Carmencita" Hidalgo Moya
- Rodrigo Díaz - Camilo González
- Fernando Gómez-Rovira - Tony Pérez
- María Jimena Pereyra - Fernanda María
- Sergio Hernández - Don Aurelio Tristán
- Coca Guazzini - Susana Andrade
- Pablo Krögh - Ernesto Fuentes
- José Tomás Guzmán - Nicolás Fuentes
- Consuelo Holzapfel - Carmen Larraín
- Osvaldo Silva - Emilio Acevedo
- Malucha Pinto - Yurita Sánchez
- Mauricio Pesutic - Bernardo Hidalgo
- Loreto Moya - Viviana Moya
- Felipe Ríos - Alex
- Catalina Aguayo -
- Catalina Vera - Bailarina
- Rafael Araneda - Él mismo (Cameo)
- Eduardo Domínguez - Él mismo (Cameo)

## Banda sonora
La mayoría de las canciones son interpretadas por los integrantes del programa y protagonistas de esta película. 